# Csangsa–Kunming nagysebességű vasútvonal
A Csangsa–Kunming nagysebességű vasútvonal egyszerűsített kínai írással: 长昆高速铁路, hagyományos kínai írással: 長昆高速鐵路, pinjin: Cháng-Kūn Gāosù Tíelù) egy 1167 km hosszúságú, kétvágányú, 25 kV 50 Hz-cel villamosított nagysebességű vasútvonal Kínában Csangsa és Kunming, illetve Hunan és Yunnan tartományi fővárosa között húzódik. Ez egy nagyobb vasúti projekt része, a Sanghaj-Kunming nagysebességű vasútvonal nyugati végpontja, amely a Vasúti Minisztérium négy stratégiai kelet-nyugati nagysebességű vasútvonalának egyike, és a hosszú távú vasúti hálózat tervének szerves részét képezi.
A megengedett maximális sebesség 300 km/h, de úgy tervezték, hogy akár 350 km/h sebességet is lehetővé tegyen. A kínai hatóságok 2010. március 26-án hagyták jóvá és tartottak építési mozgósító ülést, hivatalosan 2010 szeptemberében kezdték meg az építkezést. 2014. december 16-án nyílt meg a Csangsa Dél és Hszinhuang Nyugat közötti vonal. 2015 júniusában nyílt meg a Hszinhuang Nyugat és Gujjang Észak közötti vonal. A projekt többi részét 2016. november 30-ig kellett volna megnyitni a forgalom előtt, ez azonban késedelmet szenvedett. 2016. december 28-án a vonal teljes hosszában megnyitották a forgalom előtt.